# Генрі Карр
Генрі Карр (англ. Henry Carr; нар. 27 листопада 1942 — пом. 29 травня 2015) — американський легкоатлет, який спеціалізувався в бігу на короткі дистанції, а після завершення легкоатлетичної кар'єри професійно грав у американський футбол.

## З життєпису
Дворазовий олімпійський чемпіон-1964 з бігу на 200 метрів та в естафеті 4×400 метрів.
Екс-рекордсмен світу з бігу на 220 ярдів, а також в естафетах 4×440 ярдів та 4×400 метрів.
Після олімпійських перемог у Токіо, завершив виступи у легкій атлетиці. Упродовж 1965—1967 грав в американський футбол у Національній футбольній лізі.
Служив проповідником у організації Свідків Єгови.
Помер від раку у віці 72 років.

## Основні міжнародні виступи
| Рік  | Змагання         | Місто   | Місце            | Дисципліна | Примітки                          |
| ---- | ---------------- | ------- | ---------------- | ---------- | --------------------------------- |
| 1964 | Олімпійські ігри | Токіо   | 1                | 200 м      | Відео на YouTube Відео на YouTube |
| 1964 | 1                | 4×400 м | Відео на YouTube |            |                                   |